# Université de Limerick
L'université de Limerick (en irlandais : Ollscoil Luimnigh ; en anglais : University of Limerick ou UL) a été créée en 1972 sous le nom d'Institut national pour l'éducation supérieure. Celui-ci a été élevé au statut d'université en 1989. C'était la première création d'université depuis l'indépendance en 1921. 

## Facultés
Il y a six colleges (facultés) :
- École de commerce Kemmy
- Éducation
- Génie
- Humanités
- Informatique et électronique
- Sciences

## Campus
Le campus occupe 2,4 km² du technopole de Plassey à cinq kilomètres du centre-ville de Limerick. Il y a 9 000 étudiants à plein temps et 1 000 étudiants à temps partiel. On compte aussi 800 thésards et 1 300 étudiants de maîtrise.